# Liste der Auslandsvertretungen Neuseelands

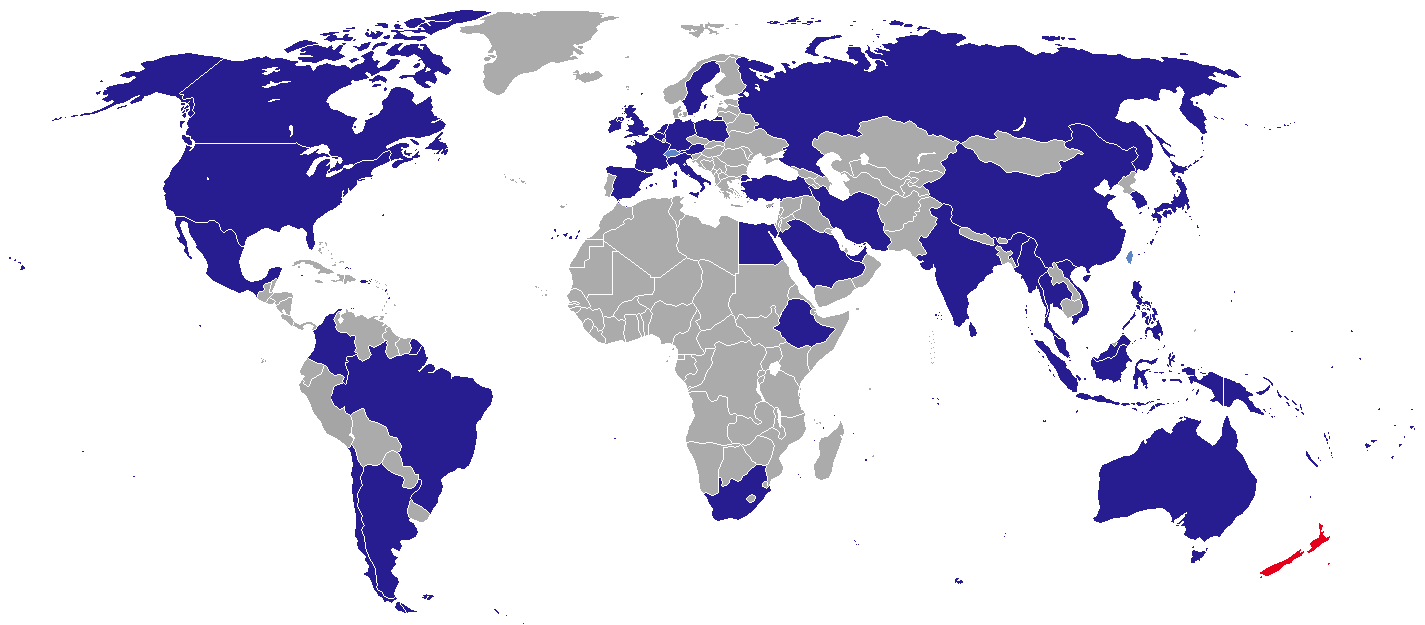
Standorte der diplomatischen Vertretungen Neuseelands

Dies ist eine Liste der diplomatischen Vertretungen Neuseelands.

## Diplomatische Vertretungen

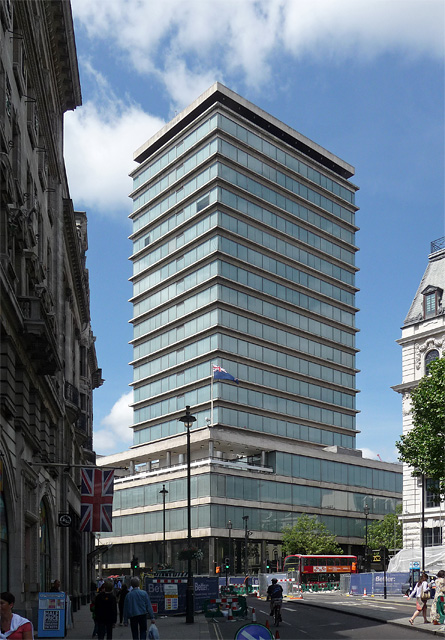
Neuseeländische Hohe Kommission in London

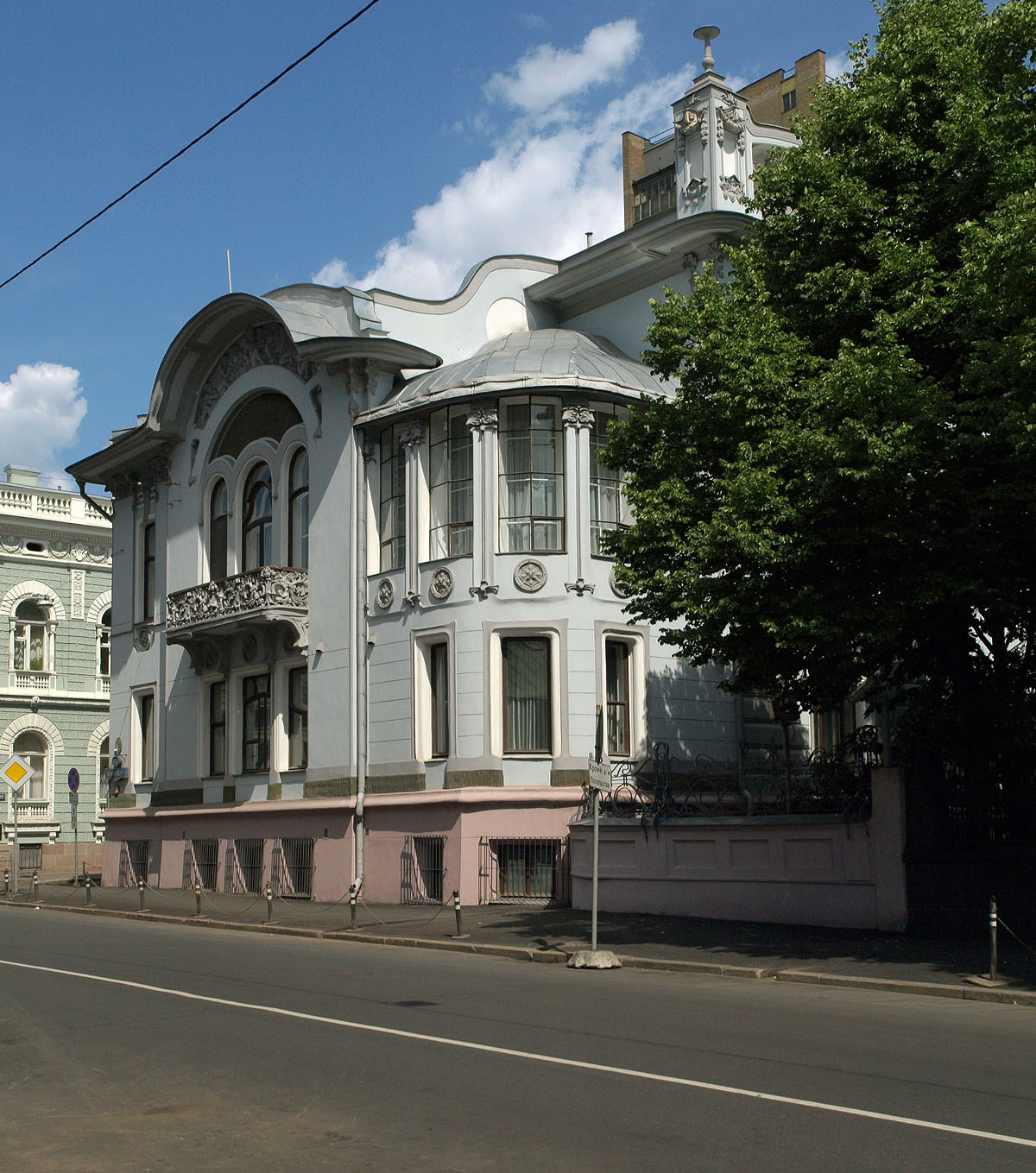
Neuseeländische Botschaft in Moskau

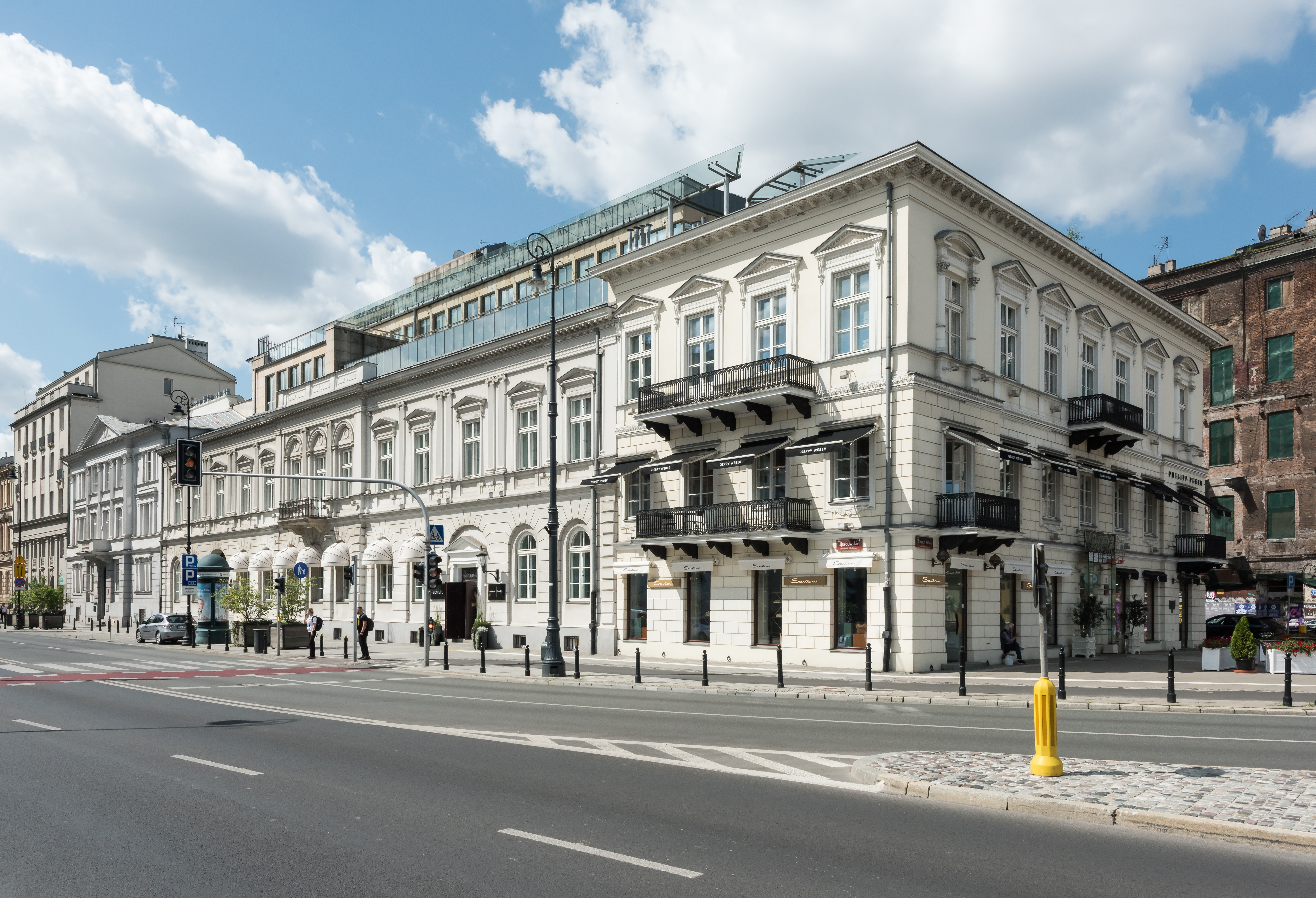
Neuseeländische Botschaft in Warschau

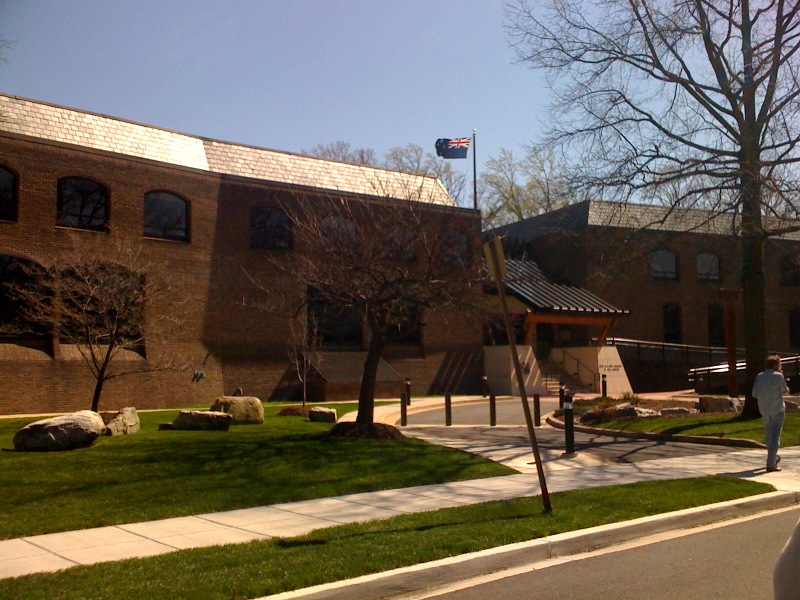
Neuseeländische Botschaft in Washington, D.C.

### Afrika
- Ägypten: Kairo, Botschaft
- Äthiopien: Addis Abeba, Botschaft
- Südafrika: Pretoria, Hohe Kommission

### Asien
| - Volksrepublik China: Peking, Botschaft - Volksrepublik China: Chengdu, Generalkonsulat - Volksrepublik China: Guangzhou, Generalkonsulat - Volksrepublik China: Hongkong, Generalkonsulat - Volksrepublik China: Shanghai, Generalkonsulat - Indien: Neu-Delhi, Botschaft - Indien: Mumbai, Generalkonsulat - Indonesien: Jakarta, Botschaft - Iran: Teheran, Botschaft - Japan: Tokio, Botschaft - Malaysia: Kuala Lumpur, Hohe Kommission - Myanmar: Rangun, Botschaft - Osttimor: Dili, Botschaft | - Philippinen: Manila, Botschaft - Saudi-Arabien: Riad, Botschaft - Singapur: Singapur, Hohe Kommission - Sri Lanka: Colombo, Hohe Kommission - Südkorea: Seoul, Botschaft - Taiwan: Taipei, Neuseeländisches Industrie- und Handelsbüro - Thailand: Bangkok, Botschaft - Vereinigte Arabische Emirate: Abu Dhabi, Botschaft - Vereinigte Arabische Emirate: Dubai, Handelsbüro - Vietnam: Hanoi, Botschaft - Vietnam: Ho-Chi-Minh-Stadt, Generalkonsulat |

### Australien und Ozeanien
| - Australien: Canberra, Hohe Kommission - Australien: Sydney, Generalkonsulat - Australien: Melbourne, Handelsbüro - Cookinseln: Rarotonga, Hohe Kommission - Fidschi: Suva, Hohe Kommission - Frankreich: Nouméa, Neukaledonien, Generalkonsulat - Kiribati: South Tarawa, Hohe Kommission | - Niue: Alofi, Hohe Kommission - Papua-Neuguinea: Port Moresby, Hohe Kommission - Salomonen: Honiara, Hohe Kommission - Samoa: Apia, Hohe Kommission - Tonga: Nukuʻalofa, Hohe Kommission - Vanuatu: Port Vila, Hohe Kommission |

### Europa
| - Belgien: Brüssel, Botschaft - Deutschland: Berlin, Botschaft - Deutschland: Hamburg, Generalkonsulat - Frankreich: Paris, Botschaft - Irland: Dublin, Botschaft - Italien: Rom, Botschaft - Italien: Mailand, Generalkonsulat - Niederlande: Den Haag, Botschaft | - Österreich: Wien, Botschaft - Polen: Warschau, Botschaft - Russland: Moskau, Botschaft - Schweiz: Genf, Generalkonsulat - Spanien: Madrid, Botschaft - Türkei: Ankara, Botschaft - Vereinigtes Königreich: London, Hohe Kommission |

### Nordamerika
| - Kanada: Ottawa, Hohe Kommission - Kanada: Vancouver, Generalkonsulat - Mexiko: Mexiko-Stadt, Botschaft - Vereinigte Staaten: Washington, D.C., Botschaft | - Vereinigte Staaten: Honolulu, Generalkonsulat - Vereinigte Staaten: Los Angeles, Generalkonsulat - Vereinigte Staaten: New York, Generalkonsulat |

### Südamerika
| - Argentinien: Buenos Aires, Botschaft - Brasilien: Brasília, Botschaft - Brasilien: São Paulo, Generalkonsulat | - Chile: Santiago de Chile, Botschaft - Kolumbien: Bogota, Botschaft |

## Vertretungen bei internationalen Organisationen
- Europäische Union: Brüssel, Mission
- Vereinte Nationen: New York, Ständige Vertretung
- Vereinte Nationen: Genf, Ständige Vertretung
- Vereinte Nationen: Wien, Ständige Vertretung
- Organisation der Vereinten Nationen für Erziehung, Wissenschaft und Kultur (UNESCO): Paris, Ständige Vertretung